# Viva Kids Vol. I
Viva Kids, vol. 1 es el primer álbum infantil de la cantante y actriz mexicana Thalía. Fue lanzado el 25 de marzo de 2014 por el sello discográfico Sony Music.

## Historia
El álbum surge como una recopilación de las canciones infantiles más populares de México a las cuales se les agregó un ritmo pop contemporáneo para que sean acorde a las nuevas generaciones.

## Antecedentes y lanzamiento
El sencillo principal del álbum fue lanzado el 24 de marzo de 2014 y el álbum oficialmente se presentó al día siguiente. Thalía recalcó que su mayor inspiración para grabar este álbum fueron sus hijos.

## Promoción
Thalía lanzó videos musicales para cada canción del álbum con el fin de promocionarlo con los dos primeros videos lanzados como singles. En 2013 también interpretó la canción «Tema de Chupi» en el programa de televisión mexicano Teletón.

## Desempeño comercial
El álbum alcanzó el número 1 en México y fue nominado al Mejor Álbum Latino para Niños en los Premios Grammy Latinos de 2014. 

## Lista de canciones
- Edición estándar

| Viva Kids |                               |                                             |          |  |
| N.º       | Título                        | Escritor(es)                                | Duración |  |
| 1.        | «Tema de Chupi» (Inédito)     | Thalía, Armando Ávila y Marcela De la Garza | 3:04     |  |
| 2.        | «Vamos a Jugar»               | Lorenzo Antonio                             | 2:55     |  |
| 3.        | «El piojo y la pulga»         | Felipe Gil                                  | 2:32     |  |
| 4.        | «El garabato colorado»        | Tulio Arnaldo De Rose y Carlos Luis Sobrino | 3:04     |  |
| 5.        | «La risa de las vocales»      | Tirzo Paiz                                  | 2:37     |  |
| 6.        | «Caballo de Palo»             | Omar Alfano                                 | 3:22     |  |
| 7.        | «En un bosque de la China»    | Roberto Ratto y Benjamín Yankelevich        | 2:23     |  |
| 8.        | «Sugar Rush» (Tema en Inglés) | Yasushi Akimoto y James Scoggin             | 3:14     |  |
| 9.        | «Las mañanitas»               | D.P.                                        | 2:30     |  |
| 10.       | «Osito carpintero»            | Manuel Esperón y Felipe Bermejo Araujo      | 2:30     |  |
| 11.       | «Estrellita»                  | Manuel María Ponce Cuéllar                  | 6:04     |  |
| 32:51     |                               |                                             |          |  |

## Posicionamiento

### Semanales
| País   | Compañía | Lista          | Mejor posición |
| 2014   | 2014     | 2014           | 2014           |
| ------ | -------- | -------------- | -------------- |
| México | AMPROFON | Top 20 Álbumes | 1              |

## Créditos y personal
Créditos por Viva Kids Vol. I:
| - Thalía - Coros, artista primaria, compositora - Armando Ávila - Bajo, batería, compositor, coros, ingeniería de sonidos, guitarra acústica, guitarra eléctrica, Hammond B3, teclados, Mellotron, productor, programación, ingeniero de cuerdas - Yasushi Akimoto - Compositor - Miguel Alegre - Violín - Omar Alfano - Compositor - Ces Araújo - Asistente de ingeniería - Felipe Bermejo Araujo - Compositor - Enriqueta Arellanes - Violín - Pablo Arraya - Ingeniería de vocalización - Isabel Arriaga - Violín - Danielita Ávila - Coros - Emilio Ávila - Director ejecutivo - Emilio Ávila Jr. - Coros - Enrique Ávila - Mánager de estudio - Mandy Ávila - Coros - Tom Baker - Masterización - Felipe Gil Barradas - Compositor - Araceli Borjes - Violín - Michkin Boyzo - Director de cuerdas - Luis Cardoso - Violín - Eri Carranco - Coros - Carlos Castañeda - Violín - Óscar Castañeda - Violín - Leonardo Chávez - Violín - Luis Colin - Violín - Luis Corso - Percusión - Manuel María Ponce Cuellar - Compositor - Isabel de Jesús - A&R - Marcela De La Garza - Compositora, coros - Tulido Arnaldo De Rose - Compositor - Peter Denenberg - Ingeniería - Edwin Díaz - Violín - Enrique 'Bugswako' González - Batería - Dann Fibo - Asistente de ingeniería y grabación - Roberto Fong - Violín - Paul Forat - A&R - Francisco García - Trompetas - Joaquín Cruz Isabel García - Violín - Manuel Esperón González - Compositor - Pedro Gutiérrez - Violín | - James Houston - Compositor - Rocío Jiménez - Viola - Elim Licea - Arte digital - Cármen Loa - Violín - Gloria López - Concertina - Víctor Lozano - Acordeón - Yardira Luis - Violín - Luis Mendoza - Viola - Mauri Mendoza - Coros - Paulina Mendoza - Coros - Juan Carlos Moguel - Ingeniería de sonido - Esteban Morales Violín - Adriana Muñoz - Coordinadora de producción - Adrián Navarro - Guitarra acústica, ukulele - Francisco Oróz - Ingeniería de sonido, guitarra eléctrica - Ricardo Orozco - Viola - Pepe Ortega Ingeniero - Fernando Otero - Viola - Tirzo Camacho Paiz - Compositor - Alberto Pineda - Violín - Rocío Pineda - Viola - Jules Ramilano - Ingeniería de sonido, guitarra eléctrica - Roberto Ratto - Compositor - Alberto Rodrigues - Asiste de ingeniería - Luis Rosales - Viola - Lorenzo Antonio Sánchez - Compositora - Carlos Sobrino - Compositor - Moisés Garza Torres - Animación - Traditional - Compositor - Adrián "Rojo" Treviño - Ingeniero de sonido - Carlos F. Castro Tristán - Animación - Benjamín Yankelevich - Compositor |

## Historial de lanzamiento
- CD+DVD

| País           | Fecha               | Formato                   | Discográfica |
| -------------- | ------------------- | ------------------------- | ------------ |
| México         | 25 de marzo de 2014 | CD, DVD, Descarga digital | Sony Music   |
| Estados Unidos | 15 de abril de 2014 | CD, DVD, Descarga digital | Sony Music   |